# Малиновские (деревня)
 Малиновские  — опустевшая деревня в Шарангском районе Нижегородской области в составе  Большеустинского сельсовета .

## География
Расположена на расстоянии примерно 7 км на север от районного центра посёлка Шаранга.

## История
Была известна с 1891 года как починок Малиновский, в 1905 дворов 46 и жителей 324, в 1926 (деревня Малиновская) 59 и 324, в 1950 (уже Малиновские) 55 и 206. Последним жителем в 2002 году был пасечник  Мокеров Дмитрий Михайлович. Работали колхоз им. Жданова,  совхоз «Устинский». Доступны воспоминания бывших жителей.

## Население
Постоянное население составляло 3 человека (русские 100%) в 2002 году, 0 в 2010.